# 在イスラエルアメリカ合衆国大使館

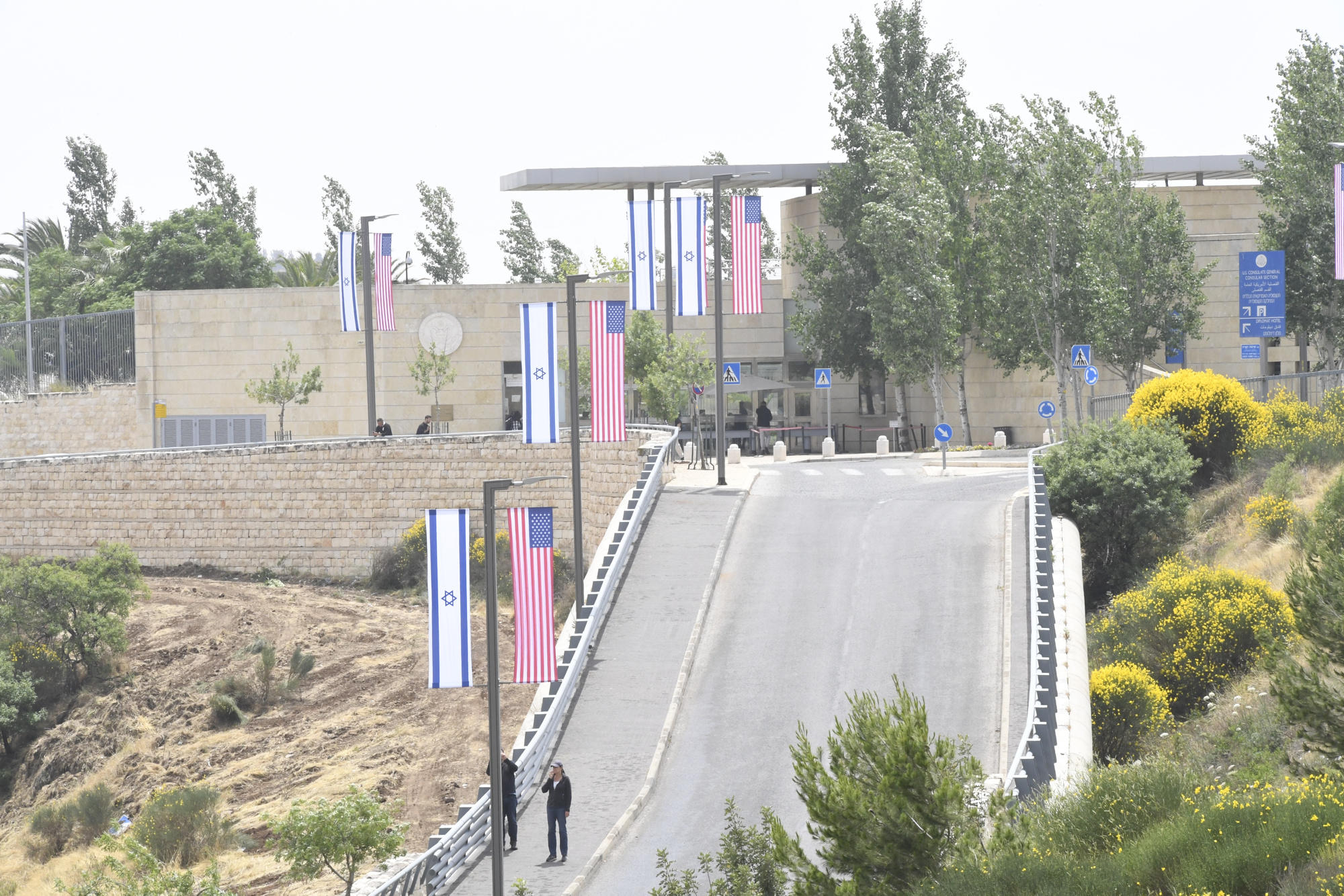
エルサレムにある在イスラエルアメリカ合衆国大使館

在イスラエルアメリカ合衆国大使館（ざいイスラエルアメリカがっしゅうこくたいしかん、英語: Embassy of the United States in Israel）はイスラエルにあるアメリカ合衆国大使館で、2018年5月にエルサレム市中へ移転した。

## 歴史
このアメリカ大使館は、2018年5月14日にエルサレムの地（14 David Flusser Street）へ移転された。テルアビブに置かれていた大使館をドナルド・トランプ大統領の決定で移転したものである。この日はイスラエル独立宣言の70周年記念日であった。イスラエルのこの住所には、以前から米国領事館があった。ここには少数の大使館員が働き、より大きな土地が見つかるまでの暫定的な大使館場所であるとされている。
もともと米国には大使館を1999年5月31日までにエルサレムへ移転するように定めたエルサレム大使館法があり、同法は1995年10月23日に成立してから23年が経っていた。しかし、クリントン、ブッシュ、オバマ各大統領はそれまで執行を行ってこなかった。それは1967年の第三次中東戦争でイスラエルがエルサレムの地を獲得したことをアメリカが公認することになるとの恐れからであった。
2018年5月14日の大使館移転に合わせてジョン・J・サリバン国務副長官を団長とする代表団がイスラエルを訪問。イヴァンカ・トランプ大統領補佐官、イヴァンカの夫のジャレッド・クシュナー大統領上級顧問、スティーブン・ムニューシン財務長官も同行した。パレスチナは、アメリカの姿勢を強く非難したほか、欧州連合もアメリカ大使館移転に強く反対し、EU各国のイスラエル大使は移転式典を欠席した。
移転に伴い、テルアビブの旧大使館の建物には、アメリカ合衆国大使館テルアビブ分館が設置された。

## 場所
この場所はエルサレム旧市街のダマスカス門（Damascus Gate）から公道60号線で約5km南へ行った所のそばで、一部は1946～67年停戦ライン（1946-67 Armistice line）に跨っていて、一部は西岸地区に、一部は無人地帯にある。国連の関係者は「国際法上は占領地区にあるのでどちら側もそこを使うことはできない。」と述べている。 

## 大使館移転の影響
パレスチナ側はこの移転が激しい抗議行動につながると予告していた。実際に移転に反対して、ガザ地区から抗議行動が起こり（2018 Gaza border protests）、57人が死亡している。 フランス外務大臣のジャン＝イヴ・ル・ドリアンは「これは国際法に違反していて、特に安全保障理事会と国連総会の決議に反している。」と話している。
アメリカ大使館の移動後、グアテマラとパラグアイが大使館をエルサレムへ移しているが、2018年に政権交代したパラグアイでは、新大統領のマリオ・アブド・ベニテスが再びテルアビブに大使館を戻すと発表し、イスラエルは対抗措置としてパラグアイ大使館の閉鎖を命じている。